# Väster-Bodsjön
Väster-Bodsjön är en sjö i Härjedalens kommun i Härjedalen och ingår i Ljusnans huvudavrinningsområde. Sjön har en area på 0,597 kvadratkilometer och ligger 370 meter över havet. Sjön avvattnas av vattendraget Ol-Olsån (Gröningsån).

## Delavrinningsområde
Väster-Bodsjön ingår i det delavrinningsområde (687293-143069) som SMHI kallar för Utloppet av Väster-Bodsjön. Medelhöjden är 403 meter över havet och ytan är 6,73 kvadratkilometer. Räknas de 19 avrinningsområdena uppströms in blir den ackumulerade arean 129 kvadratkilometer. Ol-Olsån (Gröningsån) som avvattnar avrinningsområdet har biflödesordning 2, vilket innebär att vattnet flödar genom totalt 2 vattendrag innan det når havet efter 248 kilometer. Avrinningsområdet består mestadels av skog (64 procent) och sankmarker (20 procent). Avrinningsområdet har 0,68 kvadratkilometer vattenytor vilket ger det en sjöprocent på 10,2 procent.